# Cecil B. Demented
Cecil B. Demented – amerykańsko-francuska komedia kryminalna z 2000 roku w reżyserii Johna Watersa. W rolach głównych wystąpili Stephen Dorff i Melanie Griffith jako filmowiec-anarchista i porwana przez niego hollywoodzka gwiazda. Film stanowi satyrę na splendor amerykańskich środowisk filmowych.
Zdjęcia kręcono w Baltimore. Projekt miał swoją premierę podczas 53. MFF w Cannes w maju 2000. Tytuł nawiązuje do postaci reżysera i producenta Cecila B. DeMille'a, współzałożyciela Amerykańskiej Akademii Filmowej (także laureata Oscara).

## Fabuła
Baltimore. Niezrównoważony reżyser filmów niezależnych Cecil B. Demented i współpracująca z nim grupa podejrzanych filmowców, porywają hollywoodzką megagwiazdę Honey Whitlock i usiłują ją zmusić, by zagrała w realizowanym przez nich filmie. Nieoczekiwanie pomiędzy anarchistycznymi młodymi twórcami filmowymi a kapryśną aktorką z Los Angeles nawiązuje się porozumienie.

## Obsada
- Melanie Griffith − Honey Whitlock
- Stephen Dorff − Sinclair/Cecil B. Demented, reżyser
- Alicia Witt − Cherish, aktorka
- Adrian Grenier − Lyle, aktor
- Mink Stole − Sylvia Mallory
- Ricki Lake − Libby
- Larry Gilliard Jr. − Lewis, scenograf
- Maggie Gyllenhaal − Raven, charakteryzatorka
- Michael Shannon − Petie, kierowca
- Jack Noseworthy − Rodney, fryzjer
- Eric Barry − Fidget, kostiumograf
- Zenzele Uzoma − Chardonnay, dźwiękowiec
- Erika Lynn Rupli − Pam, operator zdjęć
- Harriet Dodge − Dinah, producent
- Patricia Hearst − matka Fidgeta
- Kevin Nealon − on sam
- Roseanne Barr − ona sama
- Eric Roberts − były mąż Honey
- John Waters − reporter

## Realizacja i wydanie filmu
Film kręcono od 4 października do 19 listopada 1999 roku budżetem dziesięciu milionów dolarów. Miejscem nagrywania filmu było Baltimore w stanie Maryland (Waters kręci i osadza tam wszystkie swoje filmy).
Premiera projektu nastąpiła 17 maja 2000 w trakcie 53. Międzynarodowego Festiwalu Filmowego w Cannes. 2 sierpnia tego roku nastąpiła premiera kinowa obrazu we Francji, a tydzień później, 11 sierpnia, Cecil B. Demented spotkał się z limitowaną dystrybucją w kinach Stanów Zjednoczonych. W pierwszej połowie 2001 film był wyświetlany podczas festiwali Buenos Aires International Festival of Independent Cinema w Argentynie, Night Visions Film Festival w Finlandii oraz Gothenburg Film Festival w Szwecji.
Film został wycofany z walki o nagrodę na Festiwalu w Cannes i pokazany poza konkursem.

## Nagrody i wyróżnienia
- 2001, Razzie Awards:
  - nominacja do Złotej Maliny w kategorii najgorsza aktorka (nagrodzona: Melanie Griffith)